# Mahamudra
Mahamudra (sânscrito tib.: Chag Chen; phyag rgya chen po, literalmente: Grande Selo) é uma prática usada no budismo tibetano, especialmente nas principais escolas Kagyu, Sakya, Nyingma e Gelug.
O Mahamudra (ou Dzogchen) faz parte de uma corrente de métodos indianos de exercícios.
Dotado de fortes laços com a história e religião locais conta-se dentro destas que:
Aquele que tem uma experiência interior profunda do Mahamudra pode adotar estilos de vida muito variados, sem que isto prejudique sua meditação. Mahasiddhas da Índia, como Tilopa e Naropa, tinham uma atividade exterior, ordinária ou estranha, meditando sem interrupção. Milarepa, quanto a ele, escolheu abandonar qualquer atividade temporal para se dedicar exclusivamente à meditação na solidão. Quanto a Gampopa, seu principal discípulo, assim como o primeiro Karmapa, Tüsum Khyenpa, discípulo deste último, optaram pela vida de monge. Todos, apesar da diversidade de seus gêneros de vida, obtiveram a liberação.
A palavra tibetana para Mahamudra é cha-gya-chenpo, cujo sentido profundo aparece na explicação dada a cada uma das partes:
1. cha, que quer dizer gesto ou símbolo, designa aqui a consciência primordial vazia e significa que o modo de ser da mente, tanto quanto o aspecto manifestado que procede da faculdade criadora (mente), são ambos vazios em essência;
2. gya, que significa vasto, indica que nada existe além dessa consciência primordial vazia; quando se realizou o que é a vacuidade, compreende-se que não há nenhum fenômeno do samsara (ciclo das existências) ou do nirvana (o estado de liberação) que escape a essa vacuidade, nada que esteja além desta consciência vazia;
3. chenpo, que quer dizer grande, refere-se ao fato dessa realização ser a mais elevada possível; no Mahamudra são realizados todos os ensinamentos do Buddha, é por isso que o chamamos também de Dzogchen, o que significa Grande Realização (ou realização da Grande Perfeição).

Graus de maturidade
De fato, existem dois tipos de Mahamudra, o dos sutras e o dos tantras. Eles se diferenciam ligeiramente do ponto de vista da apresentação e do método de meditação, mas se unem na mesma realização final.
Estritamente falando, o Mahamudra é muito fácil, pois não é nada mais do que o reconhecimento da própria mente e a permanência nesse estado sem distração. Todavia, os seres, segundo suas capacidades efetivas para compreender a natureza da mente, são classificados em três categorias.
Os seres de capacidade superior são aqueles que herdam de vidas passadas uma bagagem espiritual importante: eles se prepararam por meio de um profundo trabalho de purificação e de acumulação de mérito; também cultivaram uma grande familiaridade com a meditação. Naturalmente, têm uma grande fé no dharma e nas Três Jóias, muita compaixão, a faculdade de compreender facilmente o dharma, assim como uma grande diligência.
Os seres de capacidade média, ou seja, aqueles cuja bagagem em vidas passadas é média, têm um certo interesse pelo dharma, mas só podem compreender todas as suas implicações gradualmente e indiretamente. O Mahamudra dos sutras é a via que lhes convêm melhor.
Os seres de capacidade inferior, cuja bagagem é fraca, possuem pouca inteligência espiritual. É muito difícil para eles compreender e colocar em prática as instruções sobre a natureza da mente. É particularmente necessário que eles se preparem, realizando exercícios de purificação e de acumulação.